# Teorias da Conspiração (série de televisão)
Teorias da Conspiração é uma série de televisão portuguesa de drama criada por Artur Ribeiro e Paulo Pena e produzida pela Stopline Films. A série estreou a 25 de janeiro de 2019, na RTP1, e concluiu a transmissão a 24 de maio de 2019.

## Sinopse
A série segue a história de Maria Amado, uma jornalista de investigação, e de José Madeira, um inspetor da PJ, um casal a nível pessoal, e parceiros a nível profissional, apesar de serem constantemente barrados nas suas investigações pelas pessoas que estão hierarquicamente acima. No lado oposto da sociedade, existe Pedro Soares Teixeira, um advogado influente com capacidade para abafar investigações. Além do mesmo, nesta história ainda se incluem um Primeiro-Ministro e a falência de um banco, que acabam por se desenvolver numa série de escândalos que mexem em todas as estruturas do país.

## Elenco
- Carla Maciel como Maria Amado
- Rúben Gomes como José Madeira
- Gonçalo Waddington como Pedro Soares Teixeira
- Pedro Laginha como Carlos Fernandes
- Rui Morisson como Manuel Sousa Santos
- Rita Loureiro como Teresa
- Dinarte Branco como Jorge Vaz
- Pedro Carmo como Primeiro Ministro
- André Gago como Oliveira e Silva
- João Vicente como Gonçalo Cunha

### Elenco adicional
- Tiago Matias como Barman Lehman's Bar
- Mikaela Lupu como Felipa
- Ana Cunha como Luísa
- Ana Cristina de Oliveira como Anabela
- Sérgio Silva como Gabriel Costa
- João Craveiro como Paulo Casimiro
- Francisco Sales como Carlos / Zé
- Carmen Santos como Fernanda
- Manuela Maria como Adozinda
- Virgílio Castelo como António Queirós Menezes
- José Pimentão como Hacker
- Henriqueta Maia como Esmeralda
- Leonor Silveira como Assunção Albuquerque
- Sandra Celas como Ministra Finanças
- Vítor Norte como Rui Amado
- Joana Brandão como Pivot TV
- Sílvia Figueiredo como Secretária PST
- António Fonseca como Antunes
- João Lagarto como Lacerda
- Filipe Crawford como Tomás
- Luís Gaspar como Faria
- João Gil como João
- Sinde Filipe como Emílio Albuquerque
- Luís Esparteiro como Francisco Bernard
- António Simão como Inácio
- Alberto Quaresma como Palhó
- António Vaz Mendes como Bernardo Menezes
- Almeno Gonçalves como Eduardo Biscainho
- Joaquim Nicolau como Adolfo Soares
- Luís Alberto como Martins
- Rui Melo como Fonseca
- Tobias Monteiro como Artur Lemos Pinto
- Ricardo Aibéo como Fernandinho
- Helena Falé como Nélia
- Miguel Damião como Rogério
- Miguel Loureiro como Germano Manuel
- José Neves como Ramiro Marques
- Henrique de Carvalho como Fonseca
- Sílvio Nascimento como Romeu
- Duarte Guimarães como Costa
- Guilherme Barroso como Bancário
- António Pedro Cerdeira como Melo
- Carolina Picoito Pinto como Maria Amado
- Gonçalo Norton como Primeiro Ministro
- João Maria Pinto como Humberto Teófilo
- Isabel Abreu como Ministra Cultura
- Duarte Victor como Advogado
- Luís Barros como Teófilo
- Carlos Vieira de Almeida como Chico
- Vítor Oliveira como Médico Pediatra
- Nelson Cabral como Secretário Estado Finanças
- Ema Oliveira Rodrigues como Maria Amado
- Jenny Romero como Lu
- António Melo como Paco Gonzalez
- Pedro Oliveira como Gaspar
- Óscar Cruz como Avô de Maria
- Alexandre Ferreira como Advogado Lourenço Prates
- Diva O'Branco como Executiva Grupo Tina
- Paulo Patricio como Tesoureiro
- Polina Tafintsva como Advogada
- Fábio Vaz como Estafeta
- Ana Magalhães como Ana Paula
- Cecília Sousa como Rosário
- Manuel Cavaco como Domingos
- Pedro Barbeitos como Encenador
- João Cabral como Prates
- José Carlos Garcia como Afonso Caneliti
- João Loy como Raposo
- Hugo Nicholson Teixeira como Segurança Prédio
- João Pedreiro como Gustavo Teixeira Rodrigues
- Augusto Portela como Vereador Obras Públicas
- Jorge Estreia como Diretor Desportivo
- Luís Vicente como Governador Banco Portugal
- Paulo Nery como Advogado Germano Manuel
- Marques D'Arede como Maduro
- Helena Canhoto como Enfermeira
- João de Brito como Ator Macduff
- Emília Silvestre como Constança Queirós Meneses
- Eduardo Frazão como Ator Malcolm
- Daniel Silva como Criança atropelada
- Orlando Sérgio como Procurador

## Episódios
| N.º | Título            | Exibição original       | Audiência (espectadores) | Audiência (share) |
| --- | ----------------- | ----------------------- | ------------------------ | ----------------- |
| 1   | "Episódio n.º 1"  | 25 de janeiro de 2019   | 256 500                  | 6,8%              |
| 2   | "Episódio n.º 2"  | 1 de fevereiro de 2019  | 190 000                  | 4,8%              |
| 3   | "Episódio n.º 3"  | 8 de fevereiro de 2019  | 237 500                  | 6,2%              |
| 4   | "Episódio n.º 4"  | 15 de fevereiro de 2019 | 76 000                   | 2,8%              |
| 5   | "Episódio n.º 5"  | 22 de fevereiro de 2019 | 237 500                  | 6%                |
| 6   | "Episódio n.º 6"  | 1 de março de 2019      | 180 500                  | 4,8%              |
| 7   | "Episódio n.º 7"  | 8 de março de 2019      | 152 000                  | 4,1%              |
| 8   | "Episódio n.º 8"  | 15 de março de 2019     | 161 500                  | 4,5%              |
| 9   | "Episódio n.º 9"  | 22 de março de 2019     | 180 500                  | 5,3%              |
| 10  | "Episódio n.º 10" | 29 de março de 2019     | 171 000                  | 4,9%              |
| 11  | "Episódio n.º 11" | 5 de abril de 2019      | 228 000                  | 5,8%              |
| 12  | "Episódio n.º 12" | 12 de abril de 2019     | 199 500                  | 5,6%              |
| 13  | "Episódio n.º 13" | 19 de abril de 2019     | 218 500                  | 5,9%              |
| 14  | "Episódio n.º 14" | 26 de abril de 2019     | 133 000                  | 3,7%              |
| 15  | "Episódio n.º 15" | 3 de maio de 2019       | 171 000                  | 4,7%              |
| 16  | "Episódio n.º 16" | 10 de maio de 2019      | 152 000                  | 4,2%              |
| 17  | "Episódio n.º 17" | 17 de maio de 2019      | 180 500                  | 4,8%              |
| 18  | "Episódio n.º 18" | 24 de maio de 2019      | 180 500                  | 4,7%              |

Nota: Todos os episódios estrearam na RTP Play ao meio-dia na mesma data da transmissão original televisiva.